# Dig Your Own Hole
Dig Your Own Hole is het tweede album van het Britse elektronica duo The Chemical Brothers. Het album kwam op 7 april 1997 uit in het Verenigd Koninkrijk. Onder andere Noel Gallagher van Oasis en Beth Orton zijn als gastzangers te horen op het album. Op de albumhoes is een zwart-witfoto te zien van fan Sarah Atherton, genomen tijdens een van hun optredens.
In 1998 hebben lezers van het muziektijdschrift Q Magazine het album uitgeroepen tot #49 in de lijst van beste albums ooit. In 2000 plaatste Q het album op #42 in de lijst van 100 beste Britse albums ooit.
In 2004 kwam het album uit in een gelimiteerde box set, samen met hun Exit Planet Dust album uit 1995, als onderdeel van EMI's "2cd Originals"-collectie.

## Nummers
Alle muziek en teksten zijn geschreven door Tom Rowlands en Ed Simons. 
| 1.                 | Block Rockin' Beats (Rowlands, Simons en Jesse Weaver)                                           | 5:14 |
| 2.                 | Dig Your Own Hole                                                                                | 5:27 |
| 3.                 | Elektrobank (Rowlands, Simons, Keith Murray en Ali Friend)                                       | 8:18 |
| 4.                 | Piku                                                                                             | 4:54 |
| 5.                 | Setting Sun (Rowlands, Simons en/met Noel Gallagher)                                             | 5:29 |
| 6.                 | It Doesn't Matter (Rowlands, Simons, Paul Conley, John Emelin, Tom Flye, Rusty Ford en Kim King) | 6:14 |
| 7.                 | Don't Stop the Rock                                                                              | 4:50 |
| 8.                 | Get Up On It Like This (Rowlands, Simons en Quincy Jones)                                        | 2:47 |
| 9.                 | Lost in the K-Hole                                                                               | 3:52 |
| 10.                | Where Do I Begin (met Beth Orton)                                                                | 6:56 |
| 11.                | The Private Psychedelic Reel (Rowlands, Simons en Jonathan Donahue)                              | 9:22 |
| Totale duur: 63:25 |                                                                                                  |      |

## Bezetting
- Tom Rowlands - Diskjockey
- Ed Simons - Diskjockey

## Album Top100
| "Dig Your Own Hole" in de Nederlandse Album Top 100 - binnen: 19-04-1997 | "Dig Your Own Hole" in de Nederlandse Album Top 100 - binnen: 19-04-1997 | "Dig Your Own Hole" in de Nederlandse Album Top 100 - binnen: 19-04-1997 | "Dig Your Own Hole" in de Nederlandse Album Top 100 - binnen: 19-04-1997 | "Dig Your Own Hole" in de Nederlandse Album Top 100 - binnen: 19-04-1997 | "Dig Your Own Hole" in de Nederlandse Album Top 100 - binnen: 19-04-1997 | "Dig Your Own Hole" in de Nederlandse Album Top 100 - binnen: 19-04-1997 | "Dig Your Own Hole" in de Nederlandse Album Top 100 - binnen: 19-04-1997 | "Dig Your Own Hole" in de Nederlandse Album Top 100 - binnen: 19-04-1997 | "Dig Your Own Hole" in de Nederlandse Album Top 100 - binnen: 19-04-1997 |
| Week                                                                     | 1                                                                        | 2                                                                        | 3                                                                        | 4                                                                        | 5                                                                        | 6                                                                        | 7                                                                        | 8                                                                        | 9                                                                        |
| ------------------------------------------------------------------------ | ------------------------------------------------------------------------ | ------------------------------------------------------------------------ | ------------------------------------------------------------------------ | ------------------------------------------------------------------------ | ------------------------------------------------------------------------ | ------------------------------------------------------------------------ | ------------------------------------------------------------------------ | ------------------------------------------------------------------------ | ------------------------------------------------------------------------ |
| Nummer                                                                   | 39                                                                       | 24                                                                       | 23                                                                       | 23                                                                       | 27                                                                       | 33                                                                       | 47                                                                       | 58                                                                       | 72                                                                       |